# Lexi Sterling
 (mars 2015).
Si vous disposez d'ouvrages ou d'articles de référence ou si vous connaissez des sites web de qualité traitant du thème abordé ici, merci de compléter l'article en donnant les références utiles à sa vérifiabilité et en les liant à la section « Notes et références ».

Lexi Sterling Cooper est un personnage de fiction de la série télévisée américaine Melrose Place. Elle est interprétée par Jamie Luner.
Introduite à partir de la sixième saison, Lexi, est une jeune femme charmeuse et attirante qui arrive à Melrose Place pour suivre son ex-mari, Brett Cooper et finaliser leur divorce. 

## Histoire du personnage

### Saison 6
Alors qu'elle souhaite finaliser son divorce avec Cooper elle rencontre le DrPeter Burns lors d'un séminaire à Santa Barbara. c'est le coup de foudre très vite elle s'installe à Los Angeles avec Peter ils vivent une relation passionnelle.
Néanmoins Lexi souffre de toxicomanie trouble qui affecte son comportement au quotidien. Ainsi elle renverse un sans abri Peter tente d'étouffer l'affaire finalement ils réussissent à trouver une solution. 
Elle finit par quitter Peter lorsqu'elle apprend qu'il est responsable de la crise cardiaque de son père. Néanmoins ils finissent par se remettre ensemble lorsque Peter lui prouve que son père avait déjà des antécédents. 
Très vite Lexi est acculée par les dettes fiscales de son défunt père en même temps Peter la quitte en lui avouant toujours être amoureux d'Amanda. Ces malheurs vont ainsi transformer Lexi lui forger une carapace. Elle devient assez vite vile, prête à tout pour obtenir ce qu'elle souhaite.